# Liste de cuisiniers
 (octobre 2011).
Si vous disposez d'ouvrages ou d'articles de référence ou si vous connaissez des sites web de qualité traitant du thème abordé ici, merci de compléter l'article en donnant les références utiles à sa vérifiabilité et en les liant à la section « Notes et références ».

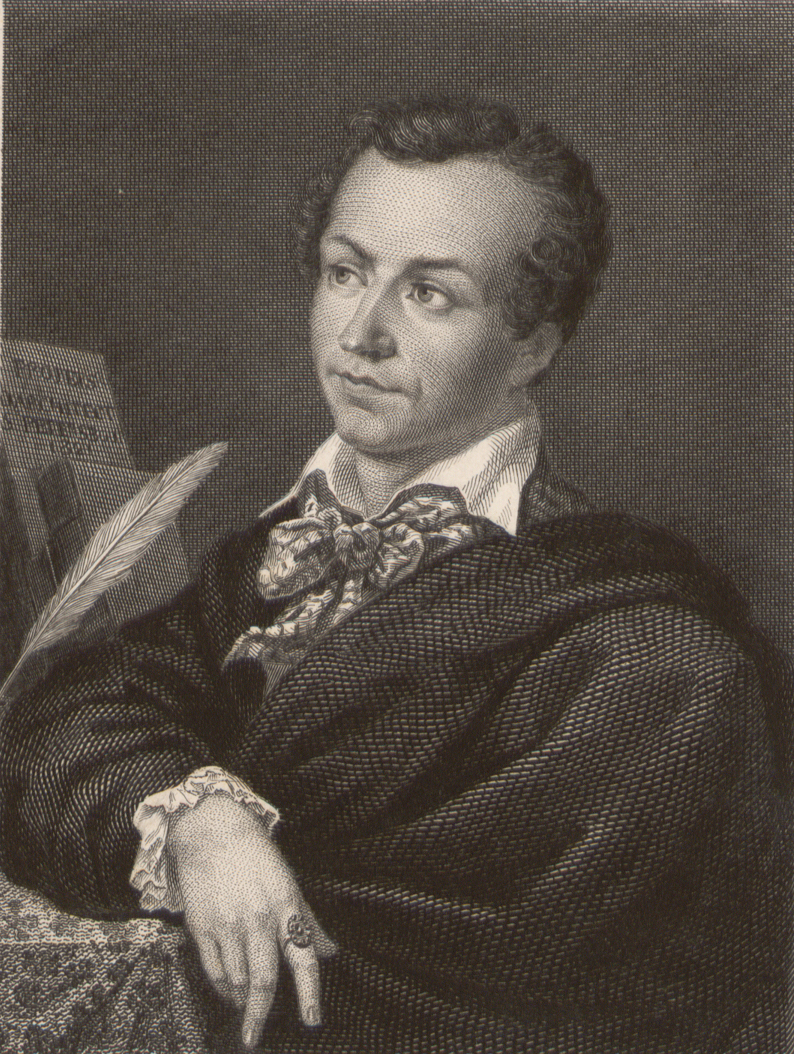
Marie-Antoine Carême, « cuisinier des rois et roi des cuisiniers ».

Cet article présente une liste des cuisiniers renommés à travers le monde et le temps.
Le mot cuisinier peut désigner une personne faisant la cuisine ou une personne dont c’est le métier.

## Antiquité grecque
- Archestrate

## Antiquité romaine
- Apicius (Trajan)

## XIVesiècle
- Guillaume Tirel dit Taillevent
- Sidoine Benoît

## XVesiècle
- Maestro Martino
- Maître Chiquart
- Jean de Bockenheim, cuisinier du pape Martin V, et auteur du Registre de cuisine[1].

## XVIesiècle
- Cristoforo da Messisbugo auteur de Banchetti, composizioni di vivande e apparecchio generale, Ferrare, 1549.
- Bartolomeo Scappi publie à Venise l'Opera en 1570.
- Guillaume Fouquet de la Varenne
- Lancelot de Casteau, auteur de L'Ouverture de cuisine, 1604

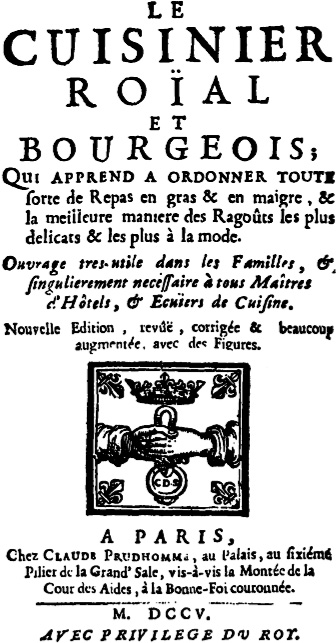
Le Cuisinier roïal et bourgeois de François Massialot.

- Richard Leblanc

## XVIIesiècle
- François Pierre de la Varenne, auteur du Cuisinier françois, 1651[2].
- François Vatel, maître d’hôtel de Nicolas Fouquet et du Grand Condé (1631-1671).
- Pierre de Lune[3],[2] auteur du Le Nouveau et Parfait Maistre d'hostel royal, enseignant la manière de couvrir les tables dans les ordinaires & festins, tant en viande qu'en poisson, suivant les quatre saisons de l'Année (1662).

## XVIIIesiècle
- Antoine Parmentier, apothicaire de métier, il préconisa l’emploi de la pomme de terre et l’art de faire du bon pain.
- Charles Durand (cuisinier)
- François Massialot, auteur de Le Cuisinier royal et bourgeois, 1712 et Le Nouveau Cuisinier royal et bourgeois, 1717[2]
- Johann-Carl Leuchs
- Menon, auteur de La Science du maître d’hôtel cuisinier, 1749
- Nicolas Appert, met au point vers 1795 son procédé de conservation par la chaleur en récipient hermétiquement clos. Il publiera sa découverte en juin 1810.
- Vincent la Chapelle, auteur du Cuisinier moderne, 1735
- Vincenzo Corrado, auteur d' Il cuoco galante, 1773.
- André Noël

## XIXesiècle
- Adolphe Dugléré
- Adolphe Gérard
- Alexandre Choron
- Alexandre Dumas (père)
- Alexis Soyer
- Alfred Prunier
- Antoine Beauvilliers inventeur du « restaurant » et auteur de L'Art du cuisinier, 1814
- Auguste Escoffier
- Édouard Nignon
- Giovanni Passannante
- Jean Anthelme Brillat-Savarin
- Joseph Favre, auteur du Grand dictionnaire universel de la cuisine et fondateur de l'Académie culinaire de France
- Jules Gouffé
- Lucien Olivier
- Marcel Boulestin
- Antonin Carême : « Les beaux arts sont au nombre de cinq, à savoir : la peinture, la sculpture, la poésie, la musique et l’architecture, laquelle a pour branche principale la pâtisserie. »
- Nicolas Stohrer
- Paul Jullemier
- Paul Thalamas
- Philippe Édouard Cauderlier
- Pierre Cubat
- Prosper Montagné
- Urbain Dubois, auteur de nombreux ouvrages de cuisine et créateur du célèbre veau Orloff.

## XXesiècle
- Alain Bianchin
- Alain Chapel, élève de Fernand Point à Vienne, il obtient les 3 étoiles en 1973, à son restaurant la Mère Charles à Mionnay
- Alain Coumont
- Alain Ducasse
- Alain Dutournier
- Alain Passard
- Alain Senderens
- Alan Wong
- Alexandre Dumaine
- Alfredo Russo
- André Daguin
- André Guillot
- Anne-Sophie Pic
- Antoine Westermann
- Arabelle Meirlaen
- Auguste Escoffier
- Babette de Rozières
- Benoît Violier
- Bernard Loiseau
- Bernard Ravet
- Bernard Vaussion
- Bruno Oger
- Caesar Cardini
- Chef Boyardee
- Christian Constant
- Christian Le Squer
- Christian Sinicropi
- Christophe Aribert
- Christophe Hardiquest
- Christophe Pierre Roucher, Espoir pâtissier chocolatier 1984, Meilleur pâtissier Asie, Médaille d'or 2007.
- Cyril Lignac
- Daniel Boulud
- Denis Martin
- Emmanuel Renaut
- Édouard Nignon propriétaire du restaurant Larue
- Éric Briffard
- Éric Frechon
- Eugène Herbodeau
- Eugénie Brazier (dite La mère Brazier)
- Felix Alen
- Fernand Point à Vienne, premier chef à obtenir trois étoiles au Guide Michelin en 1933
- Ferran Adrià
- Frédéric Anton
- Frédéric Simonin, nommé chef de l'année au guide Pudlowski 2011[4]
- Frédy Girardet, Restaurant de l’Hôtel de Ville
- Frères Troisgros, Jean et Pierre sous le nom Les Frères Troisgros en 1957. Tous deux anciens élèves de Fernand Point a Vienne.
- Gaston Clément
- Gaston Lenôtre, pâtissier, MOF
- Georges Blanc
- Gérald Passédat
- Gérard Dupont
- Gérard Rabaey
- Gérard Vié
- Ghislaine Arabian
- Gilbert Wenzler
- Gordon James Ramsay
- Gualtiero Marchesi
- Guillaume Gomez
- Guy Martin
- Guy Savoy
- Hervé This, initiateur avec Nicholas Kurti de la gastronomie moléculaire
- Heston Blumenthal
- Hisayuki Takeuchi
- Jacques et Laurent Pourcel
- Jacques Lameloise
- Jacques Manière
- Jacques Pépin
- Jacques Pic
- Jamie Oliver
- Jean Bardet
- Jean Delaveyne
- Jean Sulpice
- Jean-François Piège
- Jean-Luc Germond
- Jean-Luc Rabanel
- Jean-Michel Lorain
- Jean-Robert Laloy
- Joël Robuchon
- Joseph Donon
- Juliette Nothomb
- Karen Keygnaert
- Klaus Erfort
- Kobe Desramaults
- Laurent Petit
- Lionel Rigolet
- Lucien Olivier
- Lydia Glacé
- Maïté
- Mallory Gabsi
- Marc et Paul Haeberlin
- Marc Meneau
- Marc Meurin, à Busnes, France
- Marc Veyrat, cuisinier à Annecy et Megève
- Marco Pierre White
- Martín Berasategui
- Maxime Meilleur
- Mère Poulard
- Michel Bras
- Michel Bruneau
- Michel Guérard
- Michel Oliver
- Michel Roth
- Michel Sarran
- Nadia Santini
- Nikólaos Tselementés
- Olivier Bellin
- Olivier Chaput
- Olivier Nasti
- Olivier Roellinger
- Patrick Bertron
- Patrick Henriroux
- Paul Bocuse, élève de Fernand Point à Vienne, et de la mère Brazier à Lyon, 3 étoiles de 1965 à son décès en 2018.
- Peter Goossens
- Philippe Chevrier
- Philippe Etchebest
- Philippe Laloux
- Philippe Rochat, Restaurant de l’Hôtel de Ville à Crissier
- Pierre Gagnaire
- Pierre Hermé
- Pierre Romeijer
- Pierre Wynants à Bruxelles
- Piet Huysentruyt
- Poghosyan Karen
- Raymond Blanc
- Raymond Oliver, chef du Grand Véfour, 3 étoiles, célèbre pour avoir créé en 1954 la première émission de télévision consacrée à la cuisine, Art et magie de la cuisine
- Régis Marcon
- Ricarda Grommes
- Robert Lesenne
- Roger Vergé
- Roland Pierroz
- Sang Hoon Degeimbre
- Sarah Wiener
- Sœur Berthe
- Sofie Dumont
- Stéphanie Thunus
- Sylvestre Wahid
- Thierry Marx
- Tomoyasu Kamo
- Vincent Arnould
- Wolfgang Puck
- Wout Bru
- Yannick Alléno
- Yoann Conte
- Yves Thuriès
- Jean-Marie Meulien
- Marcel Le Servot dans la cuisine de l'Élysée de 1959 à 1983

## Institutions
- Académie culinaire de France
- Académie nationale de cuisine
- Institut Paul-Bocuse

## Sources et bibliographie
: document utilisé comme source pour la rédaction de cet article.

### Articles
- Jean-Claude Bonnet, « Dix-huitième siècle. Les manuels de cuisine », Aliments et cuisine, no 15,‎ 1983, p. 53-63 (lire en ligne)
- Stéphane Castelluccio, « L’art de la gastronomie à Paris au XVIIe siècle », Versalia. Revue de la Société des Amis de Versailles, no 14,‎ 2011, p. 19-51 (lire en ligne)
- Alain Girard, « Le triomphe de “la cuisinière bourgeoise”. Livres culinaires, cuisine et société en France aux XVIIe et XVIIIe siècles », Revue d’histoire moderne et contemporaine, t. tome 24, no 4,‎ octobre-décembre 1977, p. 497-523 (lire en ligne)

### Livres
- Alain Drouard, Histoire des cuisiniers en France XIXe-XXe siècle, Paris, CNRS Éditions, 2004, 160 p. (ISBN 978-2271062666).
- Edmond Neirinck et Jean-Pierre Poulain (préf. Joël Robuchon), Histoire de la cuisine et des cuisiniers. Techniques culinaires et pratiques de table en France du Moyen Âge à nos jours, Paris, Jacques Lanore, 2000, 160 p. (ISBN 978-2862682761).